# Труби, Герберт
Герберт Лоуренс Труби (англ. Herbert Lawrence Trube; 3 сентября 1886, Бруклин, Нью-Йорк — 13 июля 1959, Норуолк) — американский легкоатлет, серебряный призёр летних Олимпийских игр 1908 года.
На Играх 1908 года в Лондоне участвовал в двух дисциплинах. Он стал серебряным призёром вместе со своей сборной в командной гонке на 3 мили и не смог финишировать в полуфинале забега на 5 миль.